# Spekulation (filosofi)
Spekulation är inom filosofin försök att genom ett av erfarenheten oberoende tänkande upptäcka den högsta sanningen; motsatsen är empiri.
Spekulativ kallas den filosofi, som bygger på spekulation. En sådan riktning framträdde inom den tyska filosofin efter Kant och nådde sin höjdpunkt i Hegels dialektiska metod. Hegel karakteriserade det spekulativa förfarandet som användning av konkreta begrepp i motsats till reflexionen, som arbetar blott med abstrakta begrepp. Som spekulativ teism brukar man beteckna den religionsfilosofiska ståndpunkt, som intogs av Fichte den yngre.